# Chloropoea deludens
Chloropoea deludens är en fjärilsart som beskrevs av Sheffield Airey Neave 1912. Chloropoea deludens ingår i släktet Chloropoea och familjen praktfjärilar. Inga underarter finns listade i Catalogue of Life.